# Hot Stuff (Let’s Dance)
Hot Stuff (Let’s Dance) – drugi singiel (po „This Is the Girl”, napisanym przy współpracy z Kano) brytyjskiego artysty R&B Craiga Davida z jego czwartego albumu o nazwie Trust Me. W utworze wykorzystano sample z utworu Davida Bowiego, „Let’s Dance”. Singel zadebiutował na #19 miejscu na UK Singles Chart, natomiast w drugim tygodniu pobytu na liście przebojów, przesunął się na miejsce #7. Utwór pojawił się również na szwedzkiej liście przebojów Sweden Singles Top 60, gdzie zadebiutował na #10 miejscu.

## Teledysk
Teledysk do utworu „Hot Stuff (Let’s Dance)” został opublikowany 18 października 2009 roku w serwisie YouTube. Trwa on 3:36 minut. Teledysk ukazuje głównie śpiewającego Craiga oraz tancerzy, występujących pojedynczo lub w grupie. Od czasu do czasu wideo jest przeplatane dodatkowymi scenami, m.in. Davida śpiewającego w ciemnym pomieszczeniu, małego tygrysiątka czy wstawkami z tytułem piosenki (w momencie śpiewania refrenu). Teledysk do utworu wyreżyserował Justin Francis.

## Formaty i listy utworów
UK CD 1 (Promo), iTunes 1:
| Nr | Tytuł utworu                               | Długość |
| -- | ------------------------------------------ | ------- |
| 1. | „Hot Stuff (Let’s Dance)” (wersja radiowa) | 3:40    |

UK CD 2 (Promo):
| Nr | Tytuł utworu                                | Długość |
| -- | ------------------------------------------- | ------- |
| 1. | „Hot Stuff (Let’s Dance)” (wersja radiowa)  | 3:40    |
| 2. | „Hot Stuff (Let’s Dance)” (Dark Star Remix) | 4:35    |
|    |                                             | 8:15    |

UK CD 3 (Promo):
| Nr | Tytuł utworu                                   | Długość |
| -- | ---------------------------------------------- | ------- |
| 1. | „Hot Stuff (Let’s Dance)” (wersja radiowa)     | 3:40    |
| 2. | „Hot Stuff (Let’s Dance)” (A cappella)         | 3:34    |
| 3. | „Hot Stuff (Let’s Dance)” (Instrumental)       | 3:37    |
| 4. | „Hot Stuff (Let’s Dance)” (Touche Mix)         | 5:48    |
| 5. | „Hot Stuff (Let’s Dance)” (Chase & Status Mix) | 3:22    |
|    |                                                | 20:01   |

Europe CD (Enhanced):
| Nr | Tytuł utworu                                                                 | Długość |
| -- | ---------------------------------------------------------------------------- | ------- |
| 1. | „Hot Stuff (Let’s Dance)”                                                    | 3:40    |
| 2. | „Hot Stuff vs. World Hold On” (Craig David vs. Bob Sinclar (wersja radiowa)) | 3:24    |
| 3. | „Hot Stuff (Let’s Dance)” (Dark Star Remix)                                  | 4:35    |
| 4. | „Hot Stuff (Let’s Dance)” (Touché Mix)                                       | 5:48    |
| 5. | „Hot Stuff (Let’s Dance)” (teledysk)                                         | 3:36    |
|    |                                                                              | 21:03   |

US CD 1 (Promo):
| Nr | Tytuł utworu                                           | Długość |
| -- | ------------------------------------------------------ | ------- |
| 1. | „Hot Stuff (Let’s Dance)” (wersja albumowa)            | 3:40    |
| 2. | „Hot Stuff (Let’s Dance)” (Dave Audé Club Mix)         | 7:08    |
| 3. | „Hot Stuff (Let’s Dance)” (Dave Audé Dub For The Club) | 6:38    |
| 4. | „Hot Stuff (Let’s Dance)” (Eddie’s Anthem Club Mix)    | 9:08    |
| 5. | „Hot Stuff (Let’s Dance)” (Craig C Master Mix)         | 7:23    |
| 6. | „Hot Stuff (Let’s Dance)” (Touché Mix)                 | 5:48    |
| 7. | „Hot Stuff (Let’s Dance)” (Chase & Status Mix)         | 4:03    |
|    |                                                        | 43:48   |

US CD 2 (Promo):
| Nr | Tytuł utworu                                                                 | Długość |
| -- | ---------------------------------------------------------------------------- | ------- |
| 1. | „Hot Stuff vs. World Hold On” (Craig David vs. Bob Sinclar (wersja radiowa)) | 3:24    |
| 2. | „Hot Stuff (Let’s Dance)” (Lost Daze Vocal)                                  | 5:14    |
| 3. | „Hot Stuff (Let’s Dance)” (Lost Daze Dub)                                    | 6:10    |
| 4. | „Hot Stuff (Let’s Dance)” (Sharooz’s Steamy In The Mainroom Mix)             | 5:40    |
| 5. | „Hot Stuff (Let’s Dance)” (Sam Mollison’s Rock Solid Remix)                  | 7:31    |
| 6. | „Hot Stuff (Let’s Dance)” (Matty’s PDP Mix)                                  | 8:12    |
| 7. | „Hot Stuff (Let’s Dance)” (Matty’s Hot Dub)                                  | 7:56    |
|    |                                                                              | 44:07   |

iTunes:
| Nr | Tytuł utworu                                                                 | Długość |
| -- | ---------------------------------------------------------------------------- | ------- |
| 1. | „Hot Stuff (Let’s Dance)”                                                    | 3:40    |
| 2. | „Hot Stuff vs. World Hold On” (Craig David vs. Bob Sinclar (wersja radiowa)) | 3:24    |
| 3. | „Hot Stuff (Let’s Dance)” (Touché Mix)                                       | 5:48    |
| 4. | „Hot Stuff (Let’s Dance)” (Chase & Status Remix)                             | 4:03    |
| 5. | „Hot Stuff (Let’s Dance)” (teledysk)                                         | 3:36    |
|    |                                                                              | 20:31   |

iTunes – „Remixes”:
| Nr | Tytuł utworu                                                                 | Długość |
| -- | ---------------------------------------------------------------------------- | ------- |
| 1. | „Hot Stuff (Let’s Dance)” (Dave Audé Radio)                                  | 3:49    |
| 2. | „Hot Stuff (Let’s Dance)” (Eddie’s Anthem Edit)                              | 4:52    |
| 3. | „Hot Stuff vs. World Hold On” (Craig David vs. Bob Sinclar (wersja radiowa)) | 3:23    |
| 4. | „Hot Stuff (Let’s Dance)” (Craig C Master Radio)                             | 3:18    |
| 5. | „Hot Stuff (Let’s Dance)” (Lost Daze Radio Edit)                             | 3:19    |
| 6. | „Hot Stuff (Let’s Dance)” (Chase & Status Remix)                             | 4:03    |
| 7. | „Hot Stuff (Let’s Dance)” (Sharooz’s Steamy In the Mainroomt)                | 5:38    |
| 8. | „Hot Stuff (Let’s Dance)” (Sam Mollison Radio Edit)                          | 4:11    |
| 9. | „Hot Stuff (Let’s Dance)” (Matty’s MS Edit)                                  | 4:09    |
|    |                                                                              | 36:42   |

## Pozycje na listach
| Lista                                  | Najlepsza pozycja |
| -------------------------------------- | ----------------- |
| RPA 5 FM Top 40                        | 1                 |
| Australian ARIA Singles Chart          | 29                |
| Austrian Singles Chart                 | 39                |
| Belgium Albums Chart (Flandria)        | 15                |
| Belgium Albums Chart (Region Waloński) | 14                |
| Bulgarian Singles Chart                | 1                 |
| Danish Singles Chart                   | 9                 |
| Dutch Singles Chart                    | 37                |
| Finland Singles Chart                  | 3                 |
| French Singles Chart                   | 15                |
| Billboard France Songs                 | 7                 |
| German Singles Chart                   | 37                |
| Deutche DJ Playlist                    | 8                 |
| Hong Kong 903 Quote Chart              | 4                 |
| Węgry (Rádiós Top 40)                  | 5                 |
| Irish Singles Chart                    | 19                |
| Italian Albums Chart                   | 18                |
| Japanese Oricon Singles Chart          | 1                 |
| Portugal Singles Chart                 | 9                 |
| Swedish Singles Chart                  | 10                |
| Swiss Singles Chart                    | 11                |
| Turkish Top 20 Chart                   | 5                 |
| UK Singles Chart                       | 7                 |
| U.S. Billboard Hot Dance Club Play     | 22                |
| World Singles Chart                    | 22                |
| World Chart Show                       | 4                 |